# Duca di Viseu
Il duca di Viseu (in portoghese: Duque de Viseu) è un titolo nobiliare portoghese collegato ad un ducato reale, cioè connesso alla Casa Reale portoghese: fu creato nel 1415 da Giovanni I di Portogallo per il figlio Enrico il Navigatore (conosciuto in portoghese da Infante Dom Henrique).
Portarono questo titolo:

Arma del Principe Enrico il Navigatore, primo duca di Viseu

- Enrico il Navigatore, Principe di Portogallo (1394-1460)
- Ferdinando d'Aviz, primo duca di Beja (1433-1470)
- Giovanni di Viseu, secondo duca di Beja (1448-1472)
- Diego di Viseu, terzo duca di Beja (1450 - 1484)
- Manuele I del Portogallo (1469-1521)
- Michele di Braganza (1878-1923)
- Infante Michele (1946 - viv.), figlio di Duarte Nuno di Braganza